# Mimosa cainguensis
Mimosa cainguensis är en ärtväxtart som beskrevs av Arturo Erhardo Erardo Burkart. Mimosa cainguensis ingår i släktet mimosor, och familjen ärtväxter. Inga underarter finns listade i Catalogue of Life.